# Michal Černík
Michal Černík (28. února 1943 Čelákovice – 28. května 2024 Praha[zdroj?]) byl český spisovatel, básník. Vlastním jménem Josef Černík. Jméno Michal vzniklo z dětské přezdívky.

## Život
Černík vyrůstal (kromě pražských let 1945–1950) v Čelákovicích, kde také roku 1960 maturoval na jedenáctileté střední škole. Diplomovou prací Nejmladší česká poezie v roce 1964 absolvoval češtinu, dějepis a výtvarnou výchovu na Pedagogické fakultě UK v Brandýse nad Labem.. Vystudoval PedF UK v Brandýse nad Labem, obor čeština-historie, čtyři roky učil, poté působil v Praze jako nakladatelský a časopisecký redaktor v různých funkcích s výjimkou let 1988-1989, kdy byl předsedou Svazu českých spisovatelů. V září r. 1988 po svém zvolení předsedou na výboru SČS předložil návrat zakázaných spisovatelů zpátky do literatury a návrat vyřazených knih zpátky do knihoven. Vytyčil tak program jediné nedělitelné české literatury, který se také v ostrém střetu s politickými a spisovatelskými dogmatiky začal realizovat. Od roku 1990 byl zaměstnán jako redaktor: nejprve v sociálnědemokratickém nakladatelství L, v roce 1992 v časopise Vlasta a v letech 1992–1993 v sobotní příloze Rudého práva. Roku 1993 se stal zástupcem šéfredaktora ve Vlastě, v letech 1998–1999 pracoval na stejné pozici v časopise Antique (vydávalo Nakladatelství a vydavatelství KREACE, s. r. o.; šéfredaktor PhDr. Vladimír Pelc) a v letech 1999–2005 byl editorem týdeníku Sondy (vydavatel Českomoravská konfederace odborových svazů). V roce 2000 byl zvolen místopředsedou Unie českých spisovatelů, od září 2019 byl jejím čestným místopředsedou. 
Vydal přes dvě desítky knih pro děti (říkadla, verše, pohádky, veršované pohádky, naučné knížky pro děti), dále vydal deset knih veršů pro dospělé, šest knih literární publicistiky, editorsky připravil řadu výtvarných publikací pro děti a několik knižních a zvukových výborů z české a světové poezie. Jeho verše a knížky pro děti byly přeloženy do slovenštiny, polštiny, němčiny, angličtiny, francouzštiny, ruštiny, arménštiny, estonštiny, ukrajinštiny, bulharštiny, vietnamštiny, italštiny, slovinštiny, lotyštiny. Od roku 1987 žil v Praze.

## Dílo

### Sbírky básní
- Náhradní krajina, Blok, 1971
- Sklizeň srdce, nakl. Československý spisovatel (ČS), 1974
- Kdybychom nechodili po cestách, nakl. ČS,1976
- Milostná listování, Melantrich, 1977
- Daleko stín, daleko sad, 1977, nakl. ČS, 1977
- Mezivěk, nakl. ČS, 1981
- P.F., 1984, nakl. ČS,1984, 1990
- Rozečtený život, nakl. ČS, 1987
- Nebuďte smutní, nakl. ČS, 1989
- Ke mně se přitiskni, ETC Publishing, 1999, rozšířené vydání BMSS-Start, 2003
- Cena dětství, 2008, Balt-East
- Nechtěj obývat vichry, 2009, nakl. Antonín Drábek, Balt-East
- Ke mně se přitiskni, 2010, 3. rozšířené vydání, nakl. Antonín Drábek, Balt-East
- Spalte mé listí, 2011, nakl. Antonín Drábek, Balt-East
- Vánoční dárky, 2012, nakl. Antonín Drábek
- Plaché radosti, 2015, vlastním nákladem
- Stébla, 2017, nakl. Kmen
- Budiž!, 2020, nakl. Kmen

### Próza
- Kniha lidských přání, (sentence), Balt East, 2008

### Publicistické knížky (črty, fejetony, rozhovory)
- Tráva roste až k moři, nakl. ČS, 1979
- Deset tisíc píšťal, nakl. ČS, 1983
- Kniha dní, nakl. ČS, 1987
- 33 životů, Erika, 1994
- Povím vám něco milého, Futura,1999
- Běžte do Prčic anebo jinam, Euromedia Group-Knižní klub, 2004
- Slovo, které dýchá, 2020, nakl. BMSS- Start

### Knížky pro děti
- Kdy má pampeliška svátek, Albatros, 1978, 1980
- Malé a velké nebe, Albatros, 1981
- Kocouří knížka, Albatros, 1982
- Neplašte nám švestky, Albatros, 1984
- Milé rozednění, Středočeské nakl., 1985
- Knížka malých pohádek, Albatros, 1986
- Léto, nespěchej, Albatros, 1987
- První říkadla, Albatros, 1987
- Kašpárek, nakladatelství L, 1987
- Každý dům má doma, 1988, Panorama, 2020, Artur
- První pohádky, nakl. Cid-Nero, 1995, 1996
- Pohádky o kohoutkovi a slepičce, Sedistra, 1996
- Pohádková knížka od Lady a od Ježíška, BMSS-Start, 2001
- Pohádky o kohoutkovi a slepičce, rozšířené vydání, Amulet, 2002
- Za pohádkou pohádka pro kluky a děvčátka, Albatros, 2002
- Knížka pro děti od dvou do pěti, Euromedia Group – Knižní klub, 2003
- Tátové a mámy, radujte se s námi, Albatros, 2005
- Malovaný svět – a já ho chci uvidět!, Euromedia Group- Knižní klub, 2005
- Za zvířátky do pohádky, Junior, 2006
- Učíme se říkadla, Axioma, 2006
- Slovo, slovíčko, otevři se maličko, Axióma, 2007
- Tati, ty snad umíš čarovat, Dialog, 2007
- Pohádkové chvilky dětem do postýlky, Euromedia Group-Knižní klub, 2007
- Vyprávění nestatečného rytíře, 2008, nakl. Fraus
- Knížka pro děti od dvou do pěti, 2003, 2008, 2014, Euromedia Group-Knižní klub
- Kykyryký, dobrý den!, 2009, Euromedia Group-Knižní klub
- Pohádkové dárky Josefa Lady, 2009, Albatros
- Jak žijí oblázky, 2012, Praha: Portál (nakladatelství)
- České Vánoce Josefa Lady , první autorské vydání, 2012, BMSS-Start
- Krtkův týden, 2012 a další vydání, Albatros
- Krtek jde do školy, 2004, 2009, 2015, 2020, Euromedia Group – Knižní klub
- Učíme se říkadla, 2006, 2014, Axioma
- České Vánoce Josefa Lady, první autorské vydání 2012, další 2013, 2014,2016,2018,2019,2020, BMSS-Start
- Český rok Josefa Lady, 2012, 2019, Euromedia Group – Knižní klub
- Malovaný svět a já ho chci uvidět, 2005, 2015, Euromedia Group – Knižní klub
- Kykyryký! Kohoutek budí svět, 2015, Euromedia Group – Knižní klub
- Kykyryký! Kohoutek a jeho kamarádi, 2015, Euromedia Group – Knižní klub
- Kykyryký! Kohoutek má rád slepičku, 2015, Euromedia Group – Knižní klub
- Tik, Ťak, Ťuk, pohádky o třech tučňácích, 2016, Euromedia Group – Knižní klub
- Za zvářátky do pohádky, 2016, Fragment
- Lev a jeho kamarádi, Tygr a jeho kamarádi, Pes a jeho kamarádi, Želva a její kamarádi, 2016, Albatros

### Přebásnil
- Dávné písně lásky, staroegyptská poezie, nakl. ČS, 1982
- Sloky lásky, S. Ščipačov, Lyra Pragensis, 1986

### Editorské knihy a gramodesky
(pro dospělé)
- Brevíř lásky, výbor české milostné poezie XX. století, Supraphon, 1973
- Chuť lásky, výbor světové milostné poezie od nejstarších dob až po současnost, Supraphon, 1976
- Milé rozednění, výbor lidové poezie z celého světa, Supraphon, 1980
- Kde jsi, má růže spanilá?, výbor z díla V. Hálka, nakl. ČS, 1982
- Miloval jsem, výbor české milostné poezie, BMSS-Start, 1996

(pro děti- u dětských knih jde o výběr ilustrací, textů a pojetí grafické úpravy)
- Česká čítanka pro nejmenší, Futura, 1992, (celkem vyšlo pět reedic již v BMSS-Start)
- Obrázky a slovíčka pro malého človíčka, výbor z ilustrací Antonína Pospíšila, Futura, 1995
- Paci, paci, pacičky, pro kluky a holčičky, Futura, 1994, BMSS-Start, 1996, 1998
- České Vánoce Josefa Lady, BMSS-Start, 1996 (celkem vyšlo sedm reedic)
- Dobrý den, děti, výbor z ilustrací Karla Svolinského, BMSS-Start, 1996
- Paci, paci, pacičky pro kluky a holčičky 2. díl, BMSS-Start, 1999
- Český rok Josefa Lady, BMSS-Start, 2000
- Každý den dobrý den, výbor z ilustrací Gabriela Filcíka, BMSS-Start, 2002

### Výbor z poezie
- Dluhy lásky, nakl. ČS, 1984
- Řekni dům a otevři, Mladá fronta, 1987